# Джанабаева, Альбина Борисовна
Альбина Борисовна Джанаба́ева (род. 9 апреля 1979, Волгоград) — российская певица, актриса театра и кино, телеведущая. Бывшая солистка женской поп-группы «ВИА Гра» (2004—2013).

## Биография

### Ранняя карьера
Родилась 9 апреля 1979 года в Волгограде в казахско-русской семье. Отец — казах, мать — русская. В детстве переехала в Городище, где окончила музыкальную школу по классу фортепиано. Также пела в школьном хоре. Первое выступление произошло в составе школьного ансамбля, в Волгограде. В 14 лет участвовала в различных конкурсах красоты, где получила приз зрительских симпатий. В 17 лет приехала в Москву, где поступила в Государственное музыкальное училище имени Гнесиных. Во время учёбы активно снималась в рекламе и кино, принимала участие в различных театральных постановках.
По окончании училища заключила контракт с одним из корейских театров, согласно которому должна была отработать четыре месяца в мюзикле «Белоснежка и семь гномов» и исполнять партию Белоснежки-иностранки на корейском языке. По истечении трёх месяцев разорвала контракт в связи с тем, что получила приглашение от Валерия Меладзе работать бэк-вокалисткой в его команде.

### В составе «ВИА Гра»

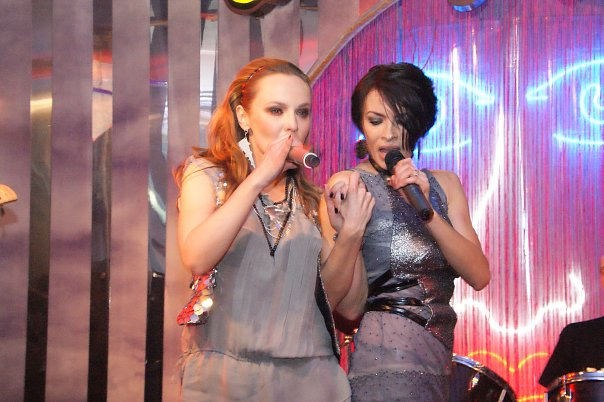
Альбина (слева) с Надеждой Мейхер 23 февраля 2010

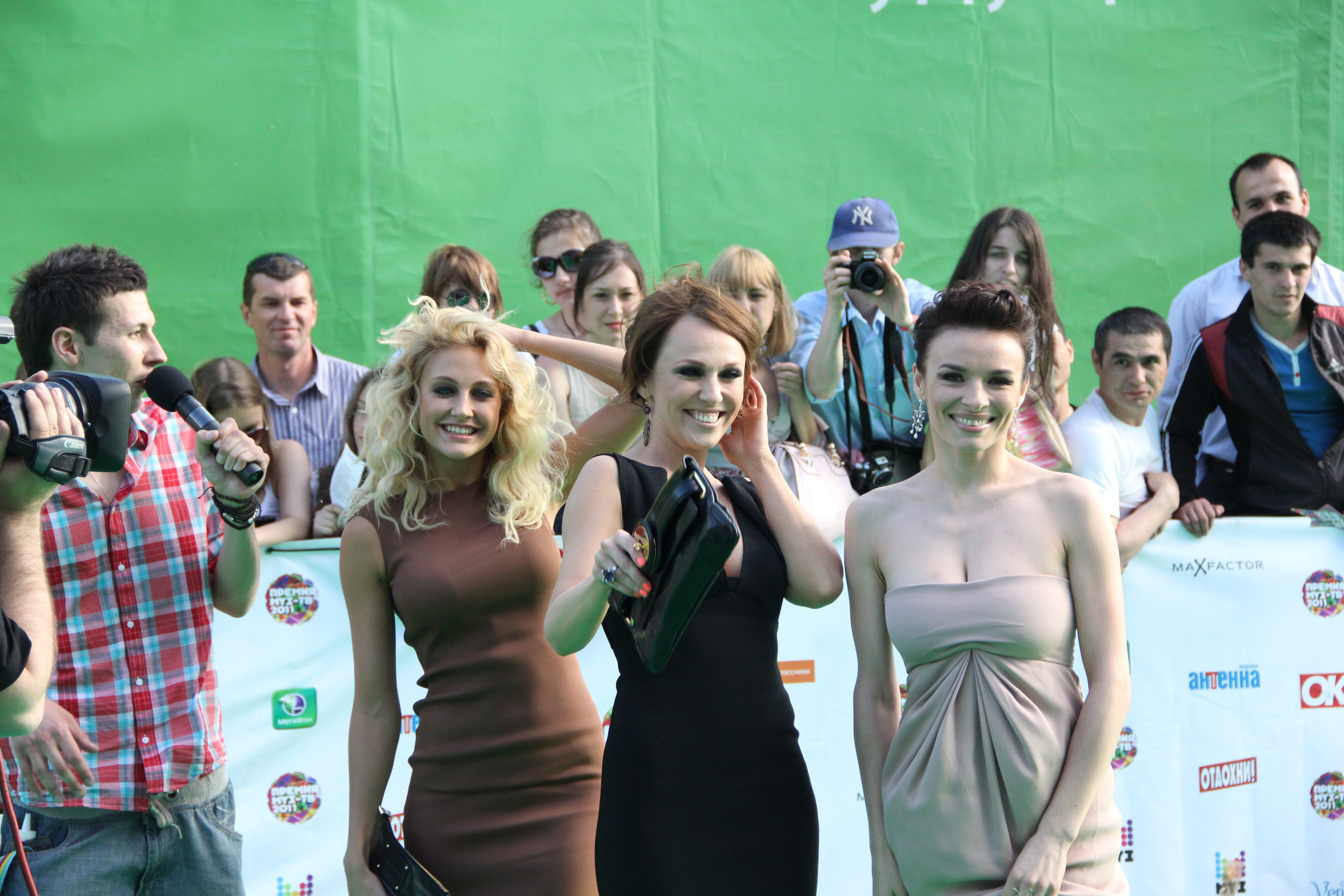
Альбина (посередине) в составе группы «ВИА Гра» на «Премии Муз-ТВ 2011»

В 2004 году родила сына Константина. Сразу после этого получила предложение от продюсеров группы «ВИА Гра» Дмитрия Костюка и Константина Меладзе стать солисткой коллектива в связи с уходом Анны Седоковой, но отказалась из-за сына. На вакантное место в «ВИА Гру» взяли Светлану Лободу, которая спустя четыре месяца работы в группе была уволена. Осенью того же года продюсеры вновь обратились к Джанабаевой с просьбой примкнуть к музыкальному коллективу. На этот раз она согласилась. Дебютом Джанабаевой в группе стал клип на песню «Мир, о котором я не знала до тебя», а также его англоязычная версия — «Take You Back».
В сентябре 2007 года вышел второй англоязычный альбом группы под названием «L.M.L.».
В 2009 году Джанабаева с сыном приняла участие в фестивале «Детская Новая волна» совместно с Надеждой Грановской и её сыном Игорем. В том же году Джанабаева поступила в МГППУ учиться на психолога. В 2010 году в качестве участницы группы «ВИА Гра» стала лицом компании «Love Republic», производящей модную женскую одежду, бельё и аксессуары.
С января по апрель 2011 года принимала участие в 6 сезоне проекта «Танцы со звёздами» на телеканале «Россия-1», в котором заняла 3 место.
В мае стало известно, что Джанабаева в качестве участницы группы «ВИА Гра» приняла участие в социальной кампании «Красная Ленточка», созданной Организацией Объединённых Наций. Целями кампании стала борьба с ВИЧ и СПИД.
В ноябре 2012 года Константин Меладзе объявляет о роспуске состава группы с 1 января 2013, и набора нового через шоу «Хочу V ВИА Гру». Таким образом, Джанабаева проработала в группе 8 лет и 4 месяца.

### Сольная карьера
С 2012 года вплоть до закрытия группы совмещала сольную карьеру с работой в «ВИА Гре».
В 2012 году снялась в главной роли в фильме Кирилла Серебренникова «Измена». В том же году была одной из ведущих проекта «Вкусно жить» на ТНТ.
С марта по апрель 2013 года была соведущей Фёдора Бондарчука и Натальи Стефаненко проекта «Большие танцы» на канале Россия-1. 27 апреля 2013 года на шоу «Большие танцы» презентовала свою дебютную сольную песню «Капли». В июне стало известно, что Константин Меладзе не собирается продюсировать Джанабаеву. В 2013 году стала членом жюри российского кастинга шоу «Хочу V ВИА Гру», позже стала одной из шести наставниц.
С 2013 года играет в спектакле «Вредные привычки», где исполняет роль адвоката. В апреле получила награду от журнала «HELLO» в номинации «Классика».
С 22 июля стала ведущей ClipYou чарт на музыкальном телеканале Муз-ТВ. 26 сентября состоялась интернет-премьера сингла «Надоели».
В мае 2014 года получила степень бакалавра психологии, защитив диплом на тему: «Влияние внутриличностных конфликтов акцентуированных подростков и выбор стратегии поведения в конфликтных ситуациях». В ноябре того же года была ведущей в премии «Товар года» на Муз-ТВ.
В 2015 году выпустила сингл «Один на один», 26 октября вышел одноимённый клип, который в течение декабря 2015 входил в Топ-50 хит-парада «IVI Music». В 2016 году состоялась премьера сингла «По любви», чуть позже певица выпустила сингл «На счастье», позже, 27 октября, был выпущен и клип. 30 августа состоялась премьера песни и одноимённого клипа «Новая Земля». 24 марта 2017 года выпустила сингл «Острая, как бритва», авторами музыки и слов стали Артём и Дарья Орловы.
11 октября 2017 года состоялась презентация сольной концертной программы «Один на один». А 13 октября состоялась премьера сингла «Самое главное», на который 28 ноября того же года вышел видеоклип. 8 апреля 2018 года на телеканале «Жара» Альбина презентовала сингл «Мне просто показалось», а 10 апреля состоялся официальный релиз трека.
В сентябре 2019 года певица сообщила о прекращении сотрудничества с продюсером Константином Меладзе, с которым работала несколько лет.
10 июля 2020 года состоялась премьера дебютного сольного альбома «Он моё всё».
В 2022 году приняла участие в шоу «Маска» на телеканале НТВ в костюме «Павлина». Покинула проект в 3 выпуске.

## Семья
Отец, Борис Хабдишевич Джанабаев, работал геологом и брал дочь в экспедиции, работал на Городищенской птицефабрике им. 62-й армии водителем «КамАЗа». Мать, Ирина Петровна Джанабаева работала продавцом, позже на Волгоградском радиоизмерительном заводе «Ахтуба». Младшая сестра Екатерина работает парикмахером, а брат Борис — поваром. На сегодняшний день родители в разводе.

## Личная жизнь
26 февраля 2004 года родила сына Константина от Валерия Меладзе, а 2 июля 2014 года родился второй сын Лука. 15 марта 2021 года в своём микроблоге объявила о третьей беременности. 12 апреля 2021 года у пары родилась дочь Агата.
В конце 2009 года широкую известность получила новость о разводе Валерия Меладзе и его супруги Ирины, которые прожили в официальном браке 18 лет и растили троих детей. Причиной этому называли роман Альбины Джанабаевой и Меладзе. Вскоре выяснилось, что отцом сына Альбины Константина, родившегося в 2004 году, является именно Меладзе. После этого Меладзе подтвердил своё отцовство и сообщил, что в свидетельстве о рождении он указан отцом. После заявлений Валерия Ирина Меладзе дала несколько интервью о сложившейся ситуации, где подтвердила факт отношений Джанабаевой и Валерия. «Я вообще удивлена, что она столько лет молчала» — сказала Ирина. Однако она опровергла информацию о разводе. По словам Ирины, с Джанабаевой она была знакома долгое время, однако, узнав о романе мужа с ней и предложив Джанабаевой встретиться, она получила от неё отказ. Также Ирина отметила, что сын Альбины не похож на Меладзе. «Если она жила параллельно с двумя мужчинами, ещё больше вопросов возникает» — добавила Ирина. Ирина и Валерий Меладзе официально развелись в 2014 году.
По данным журнала «СтарХит», в 2014 году зарегистрировала брак с Валерием Меладзе. В ноябре 2018 года Джанабаева и Меладзе впервые дали совместное интервью, в котором рассказали о своей семейной жизни. В мае 2019 года Джанабаева рассказала, что проводят совместный отпуск обычно либо во Франции, либо в Испании.
По состоянию на 2011 год, Альбина проживала в таунхаусе в коттеджном посёлке «Коровино», а Меладзе строил дом для своей новой семьи в соседнем коттеджном посёлке «Millenium park» на Новорижском шоссе близ Москвы.

## Дискография

### Студийные альбомы
| Название            | Информация                                                                          | Примечание |
| ------------------- | ----------------------------------------------------------------------------------- | --- |
| Он моё всё          | - Релиз: 10 июня 2020 - Лейбл: Goldenlook Management - Формат: Цифровая дистрибуция | \| № \| Название \| Длительность \| \| ------------------- \| --------------------------------------- \| ------------ \| \| 1. \| «Он моё всё» \| 2:06 \| \| 2. \| «Се ля ви» \| 3:35 \| \| 3. \| «День и ночь» \| 3:20 \| \| 4. \| «Единственный» \| 3:12 \| \| 5. \| «Мегаполисы» (совм. с Валерием Меладзе) \| 3:57 \| \| 6. \| «Такая, как есть» \| 2:44 \| \| 7. \| «Хочешь» (Acoustic Version) \| 2:30 \| \| 8. \| «Се ля ви» (DJ Noiz Remix) \| 3:25 \| \| 9. \| «Он моё всё» (Alex Davia Remix) \| 2:06 \| \| Общая длительность: \| Общая длительность: \| 25:35 \| |
| №                   | Название                                                                            | Длительность |
| 1.                  | «Он моё всё»                                                                        | 2:06 |
| 2.                  | «Се ля ви»                                                                          | 3:35 |
| 3.                  | «День и ночь»                                                                       | 3:20 |
| 4.                  | «Единственный»                                                                      | 3:12 |
| 5.                  | «Мегаполисы» (совм. с Валерием Меладзе)                                             | 3:57 |
| 6.                  | «Такая, как есть»                                                                   | 2:44 |
| 7.                  | «Хочешь» (Acoustic Version)                                                         | 2:30 |
| 8.                  | «Се ля ви» (DJ Noiz Remix)                                                          | 3:25 |
| 9.                  | «Он моё всё» (Alex Davia Remix)                                                     | 2:06 |
| Общая длительность: | Общая длительность:                                                                 | 25:35 |

### Синглы
| Год  | Сингл                                | Альбом      |
| ---- | ------------------------------------ | ----------- |
| 2013 | «Надоели»                            | без альбома |
| 2015 | «Один на один»                       | без альбома |
| 2016 | «Новая Земля»                        | без альбома |
| 2016 | «На счастье»                         | без альбома |
| 2017 | «Самое главное»                      | без альбома |
| 2018 | «Спасибо сердце» (feat. Митя Фомин)  | без альбома |
| 2018 | «Хочешь»                             | без альбома |
| 2019 | «День и ночь»                        | Он моё всё  |
| 2019 | «Такая, как есть»                    | Он моё всё  |
| 2019 | «Мегаполисы» (feat. Валерий Меладзе) | Он моё всё  |
| 2021 | «Пообещай»                           | TBA         |
| 2021 | «Пой»                                | TBA         |
| 2021 | «Не свернуть»                        | TBA         |
| 2024 | «Свет»                               | TBA         |
| 2025 | «Пошел вон»                          | TBA         |

### Промосинглы
| Год  | Сингл                   | Альбом      |
| ---- | ----------------------- | ----------- |
| 2014 | «Капли»                 | без альбома |
| 2016 | «По любви»              | без альбома |
| 2017 | «Острая, как бритва»    | без альбома |
| 2018 | «Мне просто показалось» | без альбома |
| 2018 | «Самба белого мотылька» | без альбома |
| 2020 | «Се ля ви»              | Он моё всё  |
| 2020 | «Он моё всё»            | Он моё всё  |
| 2022 | «Прошлогодний снег»     | TBA         |
| 2022 | «Высекай»               | TBA         |
| 2023 | «Ветром»                | TBA         |
| 2024 | «Быть с тобой»          | TBA         |
| 2024 | «Если бы»               | TBA         |
| 2025 | «Белые»                 | TBA         |
| 2025 | «Поцелуи» (phonk remix) | TBA         |

### В составе группы «ВИА Гра»

#### Студийные альбомы
- 2006: «L.M.L.» (как «Nu Virgos»)

#### Официальные сборники
- 2005: «Бриллианты»
- 2007: «Поцелуи»
- 2008: «Эмансипация»

#### DVD
- 2006: «Video. Бриллианты»

#### Прочее
- 2006: «MP3 collection»

## Видеоклипы
| Год                      | Клип                                                  | Режиссёр                     | Альбом                   |
| В составе группы ВИА Гра | В составе группы ВИА Гра                              | В составе группы ВИА Гра     | В составе группы ВИА Гра |
| ------------------------ | ----------------------------------------------------- | ---------------------------- | ------------------------ |
| 2004                     | «Мир, о котором я не знала до тебя» / «Take You Back» | Семён Горов                  | «Биология» / «L.M.L.»    |
| 2005                     | «Нет ничего хуже» / «I Don’t Want a Man» (feat. ТНМК) | Семён Горов                  | «Бриллианты» / «L.M.L.»  |
| 2005                     | «Бриллианты»                                          | Семён Горов                  | «Бриллианты»             |
| 2006                     | «Обмани, но останься»                                 | Семён Горов                  | «Поцелуи»                |
| 2006                     | «Л. М. Л.» / «L.M.L.»                                 | Алан Бадоев                  | «Поцелуи» / «L.M.L.»     |
| 2006                     | «Цветок и нож»                                        | Алан Бадоев                  | «Поцелуи»                |
| 2007                     | «Поцелуи»                                             | Алан Бадоев                  | «Поцелуи»                |
| 2008                     | «Я не боюсь»                                          | Алан Бадоев                  | «Эмансипация»            |
| 2008                     | «My emancipation»                                     | Алан Бадоев                  | «Эмансипация»            |
| 2008                     | «Американская жена»                                   | Роман Васьянов               | «Эмансипация»            |
| 2009                     | «Анти-гейша»                                          | Алан Бадоев                  | без альбома              |
| 2009                     | «Сумасшедший»                                         | Сергей Солодкий              | «Всё лучшее в одном»     |
| 2010                     | «Пошёл вон»                                           | Алан Бадоев                  | «Всё лучшее в одном»     |
| 2010                     | «День без тебя»                                       | Сергей Солодкий              | «Всё лучшее в одном»     |
| 2012                     | «Алло, мам!»                                          | Алан Бадоев                  | «Всё лучшее в одном»     |
| Сольная карьера          |                                                       |                              |                          |
| 2013                     | «Надоели»                                             | Александр и Игорь Стеколенко | без альбома              |
| 2015                     | «Один на один»                                        | Сергей Ткаченко              | без альбома              |
| 2016                     | «Новая Земля»                                         | Кирилл Ганцев                | без альбома              |
| 2016                     | «На счастье»                                          | Сергей Ткаченко              | без альбома              |
| 2017                     | «Самое главное»                                       | Сергей Солодкий              | без альбома              |
| 2018                     | «Спасибо сердце» (feat. Митя Фомин)                   | Юджин                        | без альбома              |
| 2018                     | «Хочешь»                                              | Ольга Соколова               | «Он моё всё»             |
| 2019                     | «День и ночь»                                         | Александр Филатович          | «Он моё всё»             |
| 2019                     | «Такая, как есть»                                     | Амир Исаев                   | «Он моё всё»             |
| 2019                     | «Мегаполисы» (feat. Валерий Меладзе)                  | Заур Засеев                  | «Он моё всё»             |
| 2021                     | «Пообещай»                                            | Дмитрий Изоскин              | без альбома              |
| 2021                     | «Пой»                                                 | Дмитрий Изоскин              | без альбома              |
| 2021                     | «Не свернуть»                                         | Слава Сырбу                  | без альбома              |
| 2024                     | «Свет»                                                | Рина Касюра                  | без альбома              |
| 2025                     | «Пошел вон»                                           | Рина Касюра                  | без альбома              |

## Чарты
| Год                                     | Название                             | Чарты                               | Чарты                              | Чарты                                       | Чарты                               | Чарты                             | Чарты                           | Альбом      |
| Год                                     | Название                             | Россия и СНГ (TopHit общий Топ-100) | Россия (TopHit Московский Топ-100) | Россия (TopHit Санкт-Петербургский Топ-100) | Украина (TopHit Украинский Топ-100) | Украина (TopHit Киевский Топ-100) | Радиочарт по заявкам TopHit 100 | Альбом      |
| --------------------------------------- | ------------------------------------ | ----------------------------------- | ---------------------------------- | ------------------------------------------- | ----------------------------------- | --------------------------------- | ------------------------------- | ----------- |
| 2013                                    | «Надоели»                            | 142                                 | —                                  | —                                           | 33                                  | 73                                | 168                             | без альбома |
| 2014                                    | «Капли»                              | 166                                 | —                                  | —                                           | 38                                  | 56                                | 106                             | без альбома |
| 2015                                    | «Один на один»                       | 45                                  | 53                                 | 89                                          | 581                                 | —                                 | 42                              | без альбома |
| 2016                                    | «По любви»                           | 253                                 | —                                  | —                                           | 641                                 | —                                 | 145                             | без альбома |
| 2016                                    | «На счастье»                         | 35                                  | 40                                 | 48                                          | 932                                 | 750                               | 84                              | без альбома |
| 2016                                    | «Новая Земля»                        | 213                                 | —                                  | —                                           | 744                                 | 1008                              | 49                              | без альбома |
| 2017                                    | «Острая, как бритва»                 | 45                                  | 77                                 | —                                           | —                                   | 797                               | 39                              | без альбома |
| 2018                                    | «Спасибо сердце» (feat. Митя Фомин)  | 921                                 | —                                  | —                                           | —                                   | —                                 | —                               | без альбома |
| 2019                                    | «День и ночь»                        | 117                                 | —                                  | —                                           | —                                   | —                                 | —                               | Он моё всё  |
| 2019                                    | «Такая, как есть»                    | 216                                 | —                                  | —                                           | —                                   | —                                 | —                               | Он моё всё  |
| 2019                                    | «Мегаполисы» (feat. Валерий Меладзе) | 52                                  | —                                  | —                                           | —                                   | —                                 | —                               | Он моё всё  |
| 2020                                    | «Се ля ви»                           | 195                                 | —                                  | —                                           | —                                   | —                                 | —                               | Он моё всё  |
| 2020                                    | «Он моё всё»                         | 101                                 | —                                  | —                                           | —                                   | —                                 | —                               | Он моё всё  |
| «—» означает, что сингл не попал в чарт |                                      |                                     |                                    |                                             |                                     |                                   |                                 |             |

## Фильмография
- 1998: «Лесные болота»
- 1999: «Воровка»
- 2000: «ДМБ 002»
- 2001: «Львиная доля»
- 2007: «Держи меня крепче»
- 2009: «Операция „Праведник“»
- 2012: «Измена»
- 2012: «Ледниковый период 4: Континентальный дрейф» (озвучка)
- 2013: «Валерий Меладзе. Никто не виноват»
- 2016: «Ледниковый период: Столкновение неизбежно» (озвучка)

### ТВ
- 2000: Голубой огонёк-2000 (гостья за столиком)
- 2010: «Зiрка + Зiрка» (участница в составе «ВИА Гра»)
- 2011: «Танцы со звёздами» (участница)
- 2012: «Вкусно жить» (ведущая)
- 2012: «Две звезды» (участница)
- 2013: «Хочу V ВИА Гру» (наставница)
- 2013: «Большие танцы» (ведущая)
- 2013: ClipYou чарт на Муз-ТВ (ведущая)
- 2018: «Модный приговор»
- 2019: «Русский чарт» на Муз-ТВ (ведущая)
- 2020: «Три аккорда» (участница)[57]
- 2020: «Русское лото» (участница в 1353-м тираже[58])
- 2021—2022: «Простые секреты» на НТВ (ведущая)
- 2022: «Маска» (третий сезон) — участник в костюме «Павлина»

## Театр
- С 2013 года играет в антрепризном спектакле «Вредные привычки».

## Награды и номинации
В составе группы «ВИА Гра» (основная статья Список наград и номинаций группы «ВИА Гра»):
- 2005 — премия Муз-ТВ 2005 в номинации «Лучшая поп-группа»
- 2006 — премия «MTV Russia Music Awards» в номинации «Лучший поп-проект»[59]
- 2007 — премия Муз-ТВ 2007 в номинации «Лучшая поп-группа»

Сольно:
- 2013 — лауреат премии журнала HELLO в номинации «Классика»[60]
- 2017 — лауреат премии журнала Moda topical в номинации «Мама года-2017»[61]
- 2018 — лауреат премии журнала Moda topical в номинации «Пара года» (совместно с Валерием Меладзе)[62]